# Lijst van burgemeesters van De Panne
Dit is een lijst van burgemeesters van de Belgische gemeente De Panne.

## Lijst
| Nr.   | Burgemeester               | Partij | Partij            | Begin | Einde |
| ----- | -------------------------- | ------ | ----------------- | ----- | ----- |
| 1     | Ernest d'Arripe            |        |                   | 1911  | 1932  |
| 2     | Abel De Wulf               |        |                   | 1933  | 1936  |
| 3     | Jozef Van Bellinghen       |        |                   | 1938  | 1938  |
| 4     | Leon Demailly              |        |                   | 1939  | 1942  |
| [ 1 ] | Karel Charlet              |        |                   | 1942  | 1944  |
| (4)   | Leon Demailly              |        |                   | 1944  | 1947  |
| 5     | Honore Oscar Gevaert       |        |                   | 1947  | 1964  |
| 6     | Raphaël Versteele          |        | VDP               | 1965  | 1982  |
| 7     | Gilbert Bossuyt            |        | EDA               | 1982  | 1988  |
| 8     | Johan Degrieck             |        | PRO               | 1989  | 1994  |
| 9     | Willy Vanheste (1938-2007) |        | VDA/VEDA          | 1995  | 2007  |
| 10    | Robert Butsraen (1943)     |        | VEDA              | 2008  | 2012  |
| 11    | Ann Vanheste (1969)        |        | DAS               | 2013  | 2018  |
| 12    | Bram Degrieck (1976)       |        | Het Plan-B        | 2019  | 2021  |
| (11)  | Ann Vanheste (1969)        |        | LijstBurgemeester | 2021  | 2021  |
| (12)  | Bram Degrieck (1976)       |        | Het Plan-B        | 2021  | heden |

## Tijdlijn
Brussels Hoofdstedelijk Gewest:
Anderlecht · 
Brussel

Vlaanderen:
Aalst · 
Aarschot · 
Antwerpen · 
 Asse · 
Beernem · 
Bertem · 
Blankenberge · 
Brugge · 
Damme · 
De Haan · 
De Panne · 
Deerlijk · 
Deinze · 
Eeklo · 
Evergem · 
Galmaarden · 
Geraardsbergen · 
Gent · 
Halle · 
Hasselt · 
Herent · 
Herk-de-Stad · 
Herzele · 
Heusden-Zolder · 
Houthalen-Helchteren · 
Ichtegem · 
Kaprijke · 
Knokke-Heist · 
Kortemark · 
Kortenberg · 
Kortrijk · 
Leuven · 
Lichtervelde · 
Lievegem · 
Lokeren · 
Maldegem · 
Mechelen · 
Moerbeke-Waas · 
Ninove · 
Oostende · 
Oostkamp · 
Poperinge · 
Roeselare · 
Ronse · 
Sint-Lievens-Houtem · 
Sint-Niklaas · 
Sint-Truiden · 
Temse · 
Tielt · 
Tienen · 
Tongeren · 
Torhout · 
Veurne · 
Waregem · 
Wellen · 
Wetteren · 
Wichelen · 
Zaventem · 
Zedelgem · 
Zele · 
Zonhoven · 
Zottegem

Wallonië: 
Charleroi · 
's-Gravenbrakel · 
Morlanwelz · 
Ophain-Bois-Seigneur-Isaac